# Cnemolia lateralis
Cnemolia lateralis är en skalbaggsart som beskrevs av Aurivillius 1907. Cnemolia lateralis ingår i släktet Cnemolia och familjen långhorningar.
Artens utbredningsområde är Kenya. Inga underarter finns listade i Catalogue of Life.